# Walter Bertsch
Walter Bertsch (ur. 4 stycznia 1900 w Oppenweiler, zm. 5 stycznia 1952 w Brnie) – niemiecki prawnik, polityk nazistowski

## Życiorys
Studiował prawo na uniwersytetach w Tybindze i w Monachium. Pracował jako urzędnik w ministerstwie gospodarki Niemiec. Od 1 maja 1933 roku był członkiem NSDAP, a 1 grudnia 1938 roku został członkiem Schutzstaffel, otrzymując honorowy stopień Obersturmbannführera. Utrzymywał także kontakty z Sicherheitsdienst. Od 2 sierpnia 1939 roku pracował w urzędzie Protektora Czech i Moraw, od czerwca 1940 roku zajmował się podporządkowaniem czeskiej gospodarki do potrzeb III Rzeszy.
19 stycznia 1942 roku z inicjatywy Reinharda Heydricha został ministrem gospodarki i pracy w rządzie Jaroslava Krejčiego, otrzymał także kompetencje w zakresie opieki zdrowotnej i socjalnej oraz finansów protektoratu. Od 1943 roku całkowicie podporządkował czeską gospodarkę potrzebom wojennym III Rzeszy, doprowadził także do przymusowego zatrudniania czeskich robotników w niemieckim przemyśle zbrojeniowym.
W 1944 roku został awansowany do stopnia Brigadeführera, a w grudniu tego samego roku Konrad Henlein powołał go do sztabu Volkssturmu. Dostał się do niewoli radzieckiej, 2 października 1948 roku został przekazany władzom czechosłowackim. 23 grudnia 1948 roku został skazany na karę dożywotniego więzienia. Przebywał w więzieniach w Pilznie i Mírovie. Zmarł z powodu choroby.